# Bjala (Bulgaria)
Bjala (in bulgaro Бяла?) è un comune bulgaro situato nella regione di Varna di 3 279 abitanti (dati 2009). La sede comunale è nella località omonima.

## Località
Il comune è formato dall'insieme delle seguenti località:
- Byala (sede comunale)
- Djulino
- Gorica
- Gospodinovo
- Popovič
- Samotino